# Круна (хералдика)
Круна је чести хералдички симбол суверене државе, монарха или предмета који су усвојени од стране монарха. Она се појављује као посебан симбол или укомпонована са неким другим симболима, најчешће на грбовима и амблемима. Круне на грбовима или амблемима суверених држава најчешће се појављују код оних које имају монархистичко уређење, али из традицијоналних разлога оне се, у различитим формама, могу јављати и код неких република или градова.

## Употреба круне у хералдици
Посебна врста круне је коронета, која се често јавља у хералдици на Британским острвима, а која је мањи тип круне и коју могу да носе само нижерангирани владари, почев од војвода, па се и јавља у хералдичким симболима ових владара и њихових посједа. Такође, неке монархије никад нису имале физичку круну, али је њихова титула била хералдички заступљена, као на примјер Краљевина Белгија.
Круна се такође може користи и као симбол вјерске припадности или поштовања одређене религије, нарочито ако се она презентује заједно са божанством које је носи. Овакви примјери се могу наћи код неких источњачких вјерских култова (нпр. Црна круна).
Круна се може налазити унутар грба као мотив, или бити постављена на штиту грба, да означи статус свог власника. Дакле, ако краљевска круна показује хришћански крст на грбу, то симболички значи да његов носилац Божији благослов и заштиту. Ако се на грбу налази нпр. војводска круна, то не значи да је власник круне заиста војвода, већ је могуће да је власник грба опуномоћен у прошлости од стране неког војводе. Хералдичку круну могу да носе и животиње (хералдички приказане), нарочито птице, а ова симболика потиче из древних вјеровања према којима су птице имале божанске особине попут анђела и биле у контакту са свјетовима изван (и изнад) неба. На простору данашње Италије појављују се прве круне у облику градских зидина, са по неколико прстенова около, што треба да симболично прикажу функцију коју су зидови имали у заштити града.
Тако је хералдичка круна добила значење симбола моћи и заштите, али и симбола да је додјељена од некога или нечег уз гаранцију да њен власник има снагу и заштитничку моћ.

## Рангирање хералдичких круна
Ако носилац грба има титулу барона или неког вишег наследног витеза (као у неким земљама), он и на свом грбу може да дода симбол титуле (у овом случају баронску круну). У већини хералдика континенталне Европе, та круна се додаје изнад челенке, док се у британској хералдици круна обично додаје испод челенке.
У том случају појава круне на грбу прати строги скуп правила. Краљевски грб може се приказати краљевском круном, као што је случај на грбу Србије (иако Србија одавно није краљевина). Кнежевси грбови приказују се кнежевском круном и тако даље све до бедемске круне која се обично приказују на грбовима градова и код неких република. Неке републике пак користе такозвану народну круну или у потпуности изостављају употребу круне.
Облици круне на грбу су најчешће инспирисани стварним изгледом краљевске и кнежевске круне дотичне земље. Међутим, неке савремене нације имају заједничку међусобну историју, самим тим имали су заједничке владаре, а тим и заједничку хералдику на основу које и базирају изгледе својих инсигнија.
Осим уобичајених владарских круна, те бедемских круна које су карактеристичне за градове, некад се појављује круне посебних облика. Бродови и друга поморска пловила неких оружаних снага имају морнаричку круну изнад штитова њихових грбова.

## Круне у српској хералдици
Круна је једна од највећих владарских инсигнија српских монарха. Сматрала се симболом божанске власти монарха, политичке моћи, легитимности, славе и иморталности. Као и код других европских хералдика и у српској, у зависности од титуле, разликовале су се и врсте круне. Најчешће титуле српских владара биле су: архонт, жупан, велики жупан, бан (гроф), војвода, кнез, краљ, цар и деспот, те вожд. Информације о изгледу њихових круна данас су оскудне.
Хералдички приказ њихових инсигнија, најчешће црпимо из илирске хералдике, која се развила тек у XV вијеку. Каснији прикази круна у српској хералдици се најчешће и ослања на илирску хералдику.
- Царска круна Немањића (цг)
- Краљевска круна Немањића (цг)
- Круна Немањића
- Круна Карађорђевића
- Круна Стефана Првовенчаног
- Банска (грофовска) круна (илир.хер.)³
- Властелинска круна (илир.хер.)³
- Краљевска круна Петровића
- Кнежевска круна Петровића
- Кнежевска круна Обреновића
- Деспотска капа Лазаревића

Напомена:
 
¹ Хералдички изглед царске и краљевске круне Немањића на црногорским грбовима и заставама.
 
² Хералдички изглед Немањићких круна на грбовима у Србији и Босни.
 
³ Хералдички изглед круна српских банова (грофова) и властеле у илирској хералдици.
Види још: Грб Душановог царства према илирским грбовницима и Грб Урошевог царства према илирским грбовницима

## Британска хералдика
Британска хералдика користи два појма за инсигније монарха/феудалаца. Инсигнија монарха се назива круна, док се за све остале племићке инсигније користи ријеч коронета.
Перство Уједињеног Краљевства прихвата дизајн гдје се коронетом показује ранг њеног власника, слично као и код других европских хералдичких традиција. Коронета војводе садржи осам листова јагоде, док коронета маркиза има четири листа јагоде и четири сребрне кугле (позната као „бисери“, али заправо то нису бисери). Коронета грофа има осам листова јагода и осам „бисера“ које су подигнути на стабљике. Коронета висконта има шеснаест „бисера“, као и шкотски барони. Између 1930. и 2004. године, феудални барони Шкотске су добили посебну инсигнију — капу којом се показује њихов ранг. Оваква инсигнија се смијешта између штита и кациге на исти начин као круне или коронете.
Чланови британске краљевске породице имају коронете на својим грбовима и могу их носити на крунисањима. Оне су у складу са прописима још од 1661. године и временом су биле изложене само неким додатним краљевским дизајном.
- Круна краља Едварда
- Краљ Шкотске
- Царска круна Тјудора
- Царска круна Индије
- Престолонасљедник
- Кнежевска круна
- Принчевска круна (за децу)
- Принчевска круна (за децу)
- Принчевска круна (за децу)
- Војвода
- Маркиз
- Гроф (ерл)
- Висконте
- Пир или барон Шкотске
- Феудални барон Шкотске
- војни лојалист Канаде
- цивилни лојалист Канаде

## Германска хералдика

### Свето римско царство
Царска круна Светог римског царства направљена је вјероватно негдје на простору данашње западне Њемачке, у вријеме Отона I (са адаптацијама које је додао Конрад II), или у потпуности у вријеме Конрада II и Конрада III, током касног X и почетком XI вијека. Тек касније, негдје средином XIV вијека ова инсигнија се јавља и на грбовима светоримских царева.
- Царска круна
 Светог рим. цар.
- Царска круна
 (најстарија верзија)
- Царска круна
 (стварни изглед)
- Старија круна
 краља Романа
- Новија круна
 краља Романа
- Краљевска круна
 краља Чешке
- Надвојводска капа
- Најстарија електорска капа
- Старија електорска капа
- Новија електорска капа
- Старија капа
 Штајерског војводе
- Новија капа
 Штајерског војводе
- Војводска круна
- Старија кнежевска капа
- Новија кнежевска капа
- Кнежевска круна
- Круна ландгрофа
- Круна војвоткиње
- Старија круна контеа - грофа
- Новија круна контеа - грофа
- Старија круна барона
- Новија круна барона
- Старија круна племића
- Новија круна племића

### Аустријско царство
Као насљедница некадашњег Светог римског царства, Аустријско царство је преузело од претходника скоро све племићке титуле и њихове инсигније без већих измјена. Једина битнија разлика је код најважније инсигније - царске круне.
Царску круну Аустријског царства, направио је 1602. године у Прагу Јан Вермејен као лични круну цара Светог римског царства Рудолфа II. Временом она долази у посјед владарске династије Хабзбург који владају неким земљама царства. Године 1804. проглашењем Аустријског царства она постаје званични круна новог царства.
- Царска круна
- Краљевска круна
 краља Чешке
- Надвојводска круна
- Надвојводска капа
- Старија капа
 Штајерског војводе
- Новија капа
 Штајерског војводе
- Кнежевска капа
- Војвода
- Маркиз
- Конте
- Висконте
- Барон
- Властелин

### Њемачко царство
Пре уједињења Њемачког царства ова земља је била подијељена на 39 независних држава. Њени владари су носили титуле краљева, великих војвода, војвода, кнежева, али постојале су и територије слободних градова.
Њихова хералдика је углавном одговарала наслијеђеној светоримској хералдици. Оно у чему се битније разликује су круне краљева, као и новоустановљена титула њемачког цара.
- Круна цара Њемачког царства
- круна њемачке царице
- Кнежевска круна
- Круна краља Пруске
- Круна краља Баварске
- Круна краља Виртемберга

## Италијанска хералдика
Италијанска хералдика се дијели на вријеме прије и након уједињења. Прије уједињења, различите италијанске државе и покрајине су имале различите владарске титуле, па је самим тим и хералдика за те титуле била различита. Најчешће титуле монархија су биле: краљ, кнез, велики војвода, војвода, маркиз, конте, висконте, барон, властелин, наследни витез, племић, па чак и племенити грађанин и (обични) витез. Републике су на челу своје државе имале дужда и његова инсигнија је у хералдици такође била представљена одређеном хералдичком круном.

### Италијанске земље
- Краљ Напуља
- Краљ Калабрије
- Кнежевска круна
- Велики војвода Тоскане
- Кнез Сан Марина
- Краљ Италије под Наполеоном
- Гвоздена круна Лангобарда
- Папска тијара
- Дужд Млетачке републике
- Дужд Ђенове
- Војвода Парме и Пјаћенце

### Краљевина Италија
Уједињењем Италије, прихваћена је већина старих титула, а на значају добијају и титуле великог кнеза, те принц по крви. Градови, бивше републике су задржали одређену хералдику из времена самосталности у виду бедемске круне изнад хералдичког штита. По угледу ове градове, бедемске круне у једном другачијем облику почињу се појављивати и на грбовима општина. За разлику од градски бедемских круна које су најчешће у златној боји, општинске круне су чешће у сребреној боји.
Такође, круне се појављују и на грбовима италијански покрајина (провинција). Круна покрајине (осим у посебним случајевима) има облик златног прстена, испуњеног драгуљима, који је омеђен глатким ивицама. У њему се налазе двије увезане гране, од чега је једна од ловора, а друга од храста, које излази из круне, и падају преко златног прстена.
- Круна краља Савоје
- Круна престолонасљедника
- Круна великог кнеза
- Принц по крви
- Војвода
- Маркиз
- Конте
- Висконте
- Барон
- Властелин
- Наследни витез
- Племић
- Бедемска круна провинције
- Бедемска круна града
- Бедемска круна општине

## Низоземска хералдика

### Холандија
- Царска круна
- Краљ / Принц
- Причевић
 (унуче краља)
- Војвода
- Маркиз
- Конте
- Конте
(друга верзија)
- Висконте
- Барон
- Насљедни витез
- Племић
- Властелин

### Белгија
У Белгији се код старих племићких породица још увјек у хералдици се могу наћи старе круне
- Краљ Белгије
- Принц
- Кнез
- Војвода
- Маркиз
- Конте
- Конте
(старија верзија)
- Конте
(најстарија верзија)
- Висконте
- Барон
- Барон
(старија верзија)
- Насљедни витез

## Пољска хералдика
- Краљ
- Кнез
- Конте
- Барон
- Племић
- Властелин

## Португалска хералдика

### Португалија
- Краљ Португала
- Принц Португала
- Кнез Бејре
- Престолонасљедник (Инфант)
- Војвода
- Маркиз
- Конте
- Висконте
- Барон
- Бедемска круна Лисабона
- Бедемска круна велеграда
- Бедемска круна града
- Бедемска круна општине
- Бедемска круна региона

### Бразил
- Царска круна
- Принц Бразила
- Кнез
- Војвода
- Маркиз
- Конте
- Висконте
- Барон
- Бедемска круна главног града
- Бедемска круна града
- Бедемска круна вароши
- Бедемска круна села

## Руска хералдика
Руска хералдика од XVIII до раног XX вијека, код свих владара послије Катарине II обухвата грбове и амблеме који садрже слике велике круне која садржи елементе царске инсигније, а којом су ти цареви и крунисани. Кнежевска титула је такође пропраћена кнежевском инсигнијом на њиховом грбу и то најчешће кнежевском капом од хермелина чија је унутрашњост обложена црвеном или љубичастом бојом. Грофовска круна је уобичајено украшена накитом од девет бисера у чему се не разликује од сличних круна из њемачке хералдике. Баронска титула је знак достојанства и сва њена инсигнија је преузета из француске хералдике и представљена је прстенастим обручем са раскошном количином злата испреплетане бисерном ланцем. Племићка круна је, као и одговарајућа варијација у рангу њемачке хералдике, има три листа у облику зуба са два бисера између њих.
- Цар Русије
- Царица Ана
- Вел.војвода Финске
- Мономашка шапка
- Казањска шапка
- Астраханска шапка
- Кнез
- Кнез
- Конте
- Барон
- Барон 
(друга верзија)
- Властелин

## Скандинавска хералдика

### Данска
- Краљ Данске
- Кнез
- Принц
- Војвода
- Маркиз
- Конте
- Барон
- Властелин
- Несуђена круна краља Кристијана IV

### Норвешка
Норвешка још од 1671. године свој краљевски грб представља са краљевском круном и куглом као симболом краљевске власти. Од 1991. године, држава има посебну уредбу о „националној круни“ коју је прописао државни парламент, а која се користи од стране свих полуга власти. Поред тога, постоји хералдичка круна са монограмом краља, инсигнија коју користи лично краљ у краљевској палати.
- Краљ Норвешке
- Краљица Норвешке
- Краљ Норвешке
(старија верзија)
- Краљ Норвешке
(од 1905)
- Краљ Норвешке
(стилизација)
- Принц
- Војвода
- Маркиз
- Конте
- Барон
- Властелин

### Шведска
- Краљ Шведске
- Принц
- Војвода
- Конте
- Барон
- Властелин

## Француска хералдика

### Француско краљевство
- Круна краља Француске
- Дофен Француске
- Престолонасљедник
- Принц по крви
- Пер Француске
- Војвода
- Маркиз и пер
- Маркиз
- Конте и пер Француске
- Конте
- Конте
(старија верзија)
- Висконте
- Видам
- Барон
- Витез круне
- Витез

### Наполеоново царство
- Царска круна
 (Прво царство)
- Царска круна
 (Друго царство)
- Краљевска круна
- Круна
сувереног принца
- Принц
- Војвода
- Конте
- Барон
- Витез
- Капа части
- Бедемска круна
главног града
- Бедемска круна
центра департмана
- Бедемска круна
општине

## Шпанска хералдика
- Краљ и симбол нације
- Краљ Шпаније
- Краљ арагонских земаља
- Кнез Астурије
- Кнез арагонских земаља
- Престолонасљедник Шпаније
- Престолонасљедник арагон. земаља
- Гранд Шпаније
- Војвода
- Маркиз
- Конте
- Висконте
- Барон
- Сењор / Дон
- Властелин
(Хидалго)
- Насљедни витез
- Цар Мексика
 (Прво царство)
- Цар Мексика
 (Друго царство)

## Хералдичка круна у другим европским нацијама
- Круна кнеза Андоре
- Круна цара Бугарске
- Круна царице Бугарске
- Папска тијара
- Круна краља Грузије
- Круна краља Грчке
- Круна краља Литваније
- Кнез Литваније
- Властелин Литваније
- Капа кнеза Лихтенштајна
- Вел. војвода Луксембурга
- Круна кнеза Монака
- Круна краља Румуније
- Круна краља Трансилваније
- Кнежевска круна Сан Марина
- Круна Угарског краља
- Круна краља Финске
- Апокрифна круна хрватског краља

## Хералдичка круна у неевропским земљама
Осим европског континента и њених хералдичких традиција, владарска инсигнија постоји широм свијета у различитим облицима и дизајну. Наводимо неке од њих:
- Круна краља Бутана
- Краљ Египта (1914—1922)
- Краљ Египта (1922-53)
- Краљ Сијама
- Краљица Сијама
- Цар Етиопије
- Краљ Хаваја
- Цар (шах) Персије
- Краљ Тахитија
- Краљ Тонге
- Краљ Конга

## Друге мултинационалне употребе
- Астрална круна
- Логорска круна
- Небеска круна
- Источњачка круна
- Бедемска круна
- Морнаричка круна
- Америчка коронета